# Alan J. Pakula
Alan Jay Pakula (Bronx, 1928. április 7. – Melville, 1998. november 19.) Oscar-díjra jelölt amerikai filmrendező, forgatókönyvíró és filmproducer.
Ismert filmrendezései közé tartozik az ún. „paranoia-trilógia”: a Klute (1971), A Parallax-terv (1974) és Az elnök emberei (1976). Utóbbival legjobb rendező kategóriában Oscar-díjra jelölték. Szintén jelölést szerzett a díjra 1982-ben bemutatott Sophie választása című filmjével, ezúttal a legjobb adaptált forgatókönyv kategóriában. Egyéb filmrendezései közt található az Ártatlanságra ítélve (1990), A Pelikán ügyirat (1993) és legutolsó rendezése, Az ördög maga (1997).
1998. november 19-én, hetvenévesen hunyt el, miután autójával halálos közúti balesetet szenvedett.

## Fiatalkora és családja
Bronxban született, lengyel zsidó származású szülei második gyermekeként. Édesapja, Paul Pakula hatévesen érkezett Lengyelországból az Államokba, ahol később sikeres nyomdaipari, illetve reklámokkal foglalkozó vállalkozást alapított. Édesanyja, Jeanette Goldstein szintén lengyel származású volt. Alan négyéves korában a család Long Islandra költözött, egy évtizeddel később azonban visszatértek New Yorkba.
A színészet iránt egyre jobban érdeklődő fiukat a tudományos pálya felé terelgetni próbáló szülők a Bronx High School of Science középfokú tanintézménybe íratták be. Ezt követően Pakula a Yale Egyetem hallgatója lett, ahol 1948-ban szerzett drámaszakos diplomát. Végzettsége megszerzése után Hollywoodba költözött és a Warner Bros.-nál helyezkedett el, hogy beteljesítse gyermekkori álmát.

## Pályafutása
A Metro-Goldwyn-Mayer, majd a Paramount Pictures cégnél kapott állást, első produceri munkája az 1957-es Fear Strikes Out című életrajzi film volt, mely Jimmy Piersall baseballjátékos életét dolgozta fel. A film rendezője Robert Mulligan volt, akivel Pakula egy közösen alapított filmgyártó cég keretein belül producerként több filmben is együtt dolgozott, egészen az 1960-as évek végéig. Egyik legsikeresebb közös munkájuk az 1962-ben bemutatott Ne bántsátok a feketerigót!. A több Oscarra jelölt filmnek köszönhetően Pakulát is jelölték a díjra, producerként a legjobb film kategóriában. Utolsó, Mulligannel közös filmjük az Up the Down Staircase (1967) volt, ezután Pakula 1969-ben rendezte meg első önálló filmjét, a Liza Minnelli főszereplésével készült Első szerelem című vígjáték-drámát.

## Magánélete
1963-től 1971-ig Hope Lange színésznő férje volt. Második feleségét, Hannah Cohn Boorstin írónőt 1973-ban vette feleségül, házasságuk Pakula 1998-ban bekövetkezett haláláig tartott.
Saját gyermekei nem születtek, Lange révén két (Chris Murray, Patricia Murray), Boorstin egy korábbi házasságából pedig három (Robert Boorstin, Louis Boorstin, Anna Boorstin Brugge) mostohagyermeke volt.

## Halála
1998. november 19-én autójával a Long Island Expressway autópályán vezetett, amikor egy több mint két méter hosszú vascső berepült járműve szélvédőjén (a tárgyat valószínűleg a Pakula előtt haladó autó lendítette mozgásba). A vascső a rendező koponyáját eltalálva okozott halálos sérülést, Pakula egy kerítésnek hajtott és alig egy órával később a kórházban vesztette életét.

## Filmográfia
| Év   | Magyar cím                     | Eredeti cím                            | Feladatkör | Feladatkör | Feladatkör |
| Év   | Magyar cím                     | Eredeti cím                            | Rendező    | Író        | Producer   |
| ---- | ------------------------------ | -------------------------------------- | ---------- | ---------- | ---------- |
| 1957 |                                | Fear Strikes Out                       | Nem        | Igen       | Nem        |
| 1962 | Ne bántsátok a feketerigót!    | To Kill a Mockingbird                  | Nem        | Igen       | Nem        |
| 1963 | Szerelem a megfelelő idegennel | Love with the Proper Stranger          | Nem        | Igen       | Nem        |
| 1965 |                                | Baby the Rain Must Fall                | Nem        | Igen       | Nem        |
| 1965 | Daisy Clover belülről          | Inside Daisy Clover                    | Nem        | Igen       | Nem        |
| 1967 |                                | Up the Down Staircase                  | Nem        | Igen       | Nem        |
| 1968 | Lopakodó hold                  | The Stalking Moon                      | Nem        | Igen       | Nem        |
| 1969 | Első szerelem                  | The Sterile Cuckoo                     | Igen       | Igen       | Nem        |
| 1971 | Klute                          | Klute                                  | Igen       | Igen       | Nem        |
| 1973 | Szerelem, vagy amit akartok    | Love and Pain and the Whole Damn Thing | Igen       | Igen       | Nem        |
| 1974 | A Parallax gyilkosságok        | The Parallax View                      | Igen       | Igen       | Nem        |
| 1976 | Az elnök emberei               | All the President's Men                | Igen       | Nem        | Nem        |
| 1978 | Ha eljő a lovas                | Comes a Horseman                       | Igen       | Nem        | Nem        |
| 1979 | Egy elvált férfi ballépései    | Starting Over                          | Igen       | Igen       | Nem        |
| 1981 | Milliárdos bankbetétek         | Rollover                               | Igen       | Nem        | Nem        |
| 1982 | Sophie választása              | Sophie's Choice                        | Igen       | Igen       | Igen       |
| 1986 | Álombéli szerető               | Dream Lover                            | Igen       | Igen       | Nem        |
| 1987 | Árvák az alvilágban            | Orphans                                | Igen       | Igen       | Nem        |
| 1989 | Reggel találkozunk             | See You in the Morning                 | Igen       | Igen       | Igen       |
| 1990 | Ártatlanságra ítélve           | Presumed Innocent                      | Igen       | Nem        | Igen       |
| 1992 | Felelősségük teljes tudatában  | Consenting Adults                      | Igen       | Igen       | Nem        |
| 1993 | A Pelikán ügyirat              | The Pelican Brief                      | Igen       | Igen       | Igen       |
| 1997 | Az ördög maga                  | The Devil's Own                        | Igen       | Nem        | Nem        |

## Fordítás
- Ez a szócikk részben vagy egészben  az   Alan J. Pakula című angol Wikipédia-szócikk fordításán alapul.  Az eredeti cikk szerkesztőit annak laptörténete sorolja fel. Ez a jelzés csupán a megfogalmazás eredetét és a szerzői jogokat jelzi, nem szolgál a cikkben szereplő információk forrásmegjelöléseként.